# Piñas
Piñas är en ort i Ecuador.   Den ligger i provinsen El Oro, i den sydvästra delen av landet, 400 km söder om huvudstaden Quito. Piñas ligger 1 017 meter över havet och antalet invånare är 16 981.
Terrängen runt Piñas är kuperad åt sydväst, men åt nordost är den bergig. Terrängen runt Piñas sluttar söderut. Runt Piñas är det ganska glesbefolkat, med 31 invånare per kvadratkilometer. Piñas är det största samhället i trakten. Omgivningarna runt Piñas är huvudsakligen savann.